# Петко Бочаров
Петко Димитров Бочаров е български преводач и журналист.

## Биография
Той е роден на 19 февруари 1919 г. в София. Завършва Американския колеж, а след това право в Софийския университет.
От 1952 г. работи в Българската телеграфна агенция, първоначално като преводач от английски език, а впоследствие достига до длъжността заместник главен редактор. През 1983 г. се пенсионира. Между 1981 и 1993 г. участва с новини и коментари във „Всяка неделя“. Има редовни рубрики по БНТ в програмата „ТВ око“, в радио „Свободна Европа“ и в „Deutsche Welle“. На 23 февруари 1992 г. в предаването „ТВ око“ произнася фразата „Да, ама не!“, с която става още по-известен.
През 1948 г. е осъден за даване на подкуп на следовател, който разследва брат му. Излежава присъдата, работи в рудник „Куциян“ в Перник. Между 1946 и 1982 година Петко Бочаров е агент на Второ управление на Държавна сигурност. Той е сред малкото публични фигури, сътрудничили на Държавна сигурност, които признават предварително и се извиняват за този факт.
Петко Бочаров има син от първата си съпруга, която умира през 1978 г.
През 2010 г. публикува своите автобиографични книги – „Картини от три Българии“ и „Лица и съдби от три Българии“.
Умира на 2 март 2016 г.

## Преводи
- Карл Сандбърг, Приказки за страната Алабашия, Народна младеж, София, 1967.
- Кърт Вонегът, Котешка люлка. Закуска за шампиони, Отечествен фронт, София, 1977.
- Пиерс Пол Рийд, Един женен мъж, Народна култура, София, 1981.
- Стъдс Търкъл, Добрата война, Партиздат, София, 1988.
- Арманд Хамър, Свидетел на историята, Партиздат, София, 1989.
- Стивън Картър, Цивилизованото поведение. Обноски, морал и поведение на демокрацията, ИК „Слънце“, София, 2002.